# Cupha ophthalmicus
Cupha ophthalmicus är en fjärilsart som beskrevs av John Obadiah Westwood 1888. Cupha ophthalmicus ingår i släktet Cupha och familjen praktfjärilar. Inga underarter finns listade i Catalogue of Life.